# Castegnate
Castegnate (Castegnaa in dialetto locale) è l'unica frazione della città di Castellanza (VA): si trova al di là del fiume Olona, sulla riva sinistra.

## Storia
Castegnate (allora Castegnate Olona) fu unita a Castellanza il 1º maggio 1869.
Un'unione quasi alla pari, tanto che lo stemma della città rappresenta i nuclei originari di entrambe: a sinistra una torre/castello (Castellanza), a destra un castagno (Castegnate), in mezzo il fiume Olona e un ponte di pietra che unisce i due borghi.
Le prime tracce del nome di Castegnate, il cui suffisso è il segno indelebile di origini celtiche, risalgono a un documento del 1045 firmato da Enrico III il Nero.
La transizione tra il celtismo e la romanità è testimoniata dai resti di una necropoli con reperti ascrivibili a un'epoca compresa tra il I secolo a.C. e il I secolo. Reperti di epoca romana (ancora del I secolo) indicano la presenza nel territorio di Castegnate di un insediamento rurale, probabilmente gravitante intorno a un nucleo più importante, forse un vicus romano a Legnano. Da Castegnate passava la via Severiana Augusta, strada romana che collegava Milano con il Verbano. Da qui si originava anche una strada che andava in direzione di Saronno. Superata Castegnate la via Severiana Augusta, dopo aver attraversato il ponte sopramenzionato, passava per la moderna Castellanza.
Tra la fine del XVII secolo e la seconda metà del XIX, il territorio di Castegnate fu feudo dapprima dei Daverio, poi dei Guaita, successivamente dei Piola e, infine, dei Prandoni.
Nel 1751 il centro abitato contava 338 residenti, saliti a 528 nel 1805. Già in età napoleonica si sperimentò l'unione con Castellanza, seppure non ci fu accordo sulla sede comunale. Oggi Castegnate rappresenta un rione di Castellanza, detto “Rione In Giò”, con una parrocchia di San Bernardo abate che conta una popolazione di 7.693 abitanti. Dato il maggiore sviluppo in anni recenti, Castegnate risulta oggi più popolosa dell'altro rione di Castellanza detto "Rione in Su", la cui parrocchia di San Giulio conta 6.794 abitanti; dal 2006 la parrocchia di San Bernardo fa parte dell'unica "comunità pastorale dei Santi Giulio e Bernardo".
L'odierna chiesa del rione, dedicata a San Bernardo, fu costruita a partire dal 1958 ed eretta a parrocchia nel 1971. Una precedente chiesa dedicata allo stesso patrono venne demolita nel 1953, perché gravemente danneggiata dallo straripamento del fiume, come ricorda una stele marmorea posta in piazza Castegnate.
Data la tradizione, la festa di San Bernardo abate, il 20 agosto, viene considerata dagli abitanti 'festa patronale' e non semplice parrocchiale.

## Geografia antropica
Il territorio comprende l'antico borgo di Castegnate e i suoi sviluppi verso est del fiume verso i comuni confinanti di Marnate, Legnano e Rescaldina.
Oltre al fiume Olona il centro abitato principale è delimitato dal percorso della autostrada A8, con un unico piccolo insediamento residenziale oltre autostrada in direzione della frazione Nizzolina del comune di Marnate.

## Monumenti e luoghi d'interesse

### Architetture civili

#### Villa Daverio-Piola-Prandoni
La villa fu costruita su commissione della famiglia Daverio, alla quale sul finire del Seicento fu concesso in feudo il territorio di Castagnate. La dimora, al cui interno trovano posto antichi soffitti e camini, si sviluppa attorno a un cortile rettangolare, contraddistinto dalla presenza di un porticato barocco a tre archi con colonne in granito.

#### Arco di casa Daverio
Poco fuori dal centro di Castegnate, un arco è tutto ciò che rimane del viale signorile che, lungo un asse nord-sud, un tempo conduceva a Villa Daverio-Piola-Prandoni.